# 杉元良
杉 元良（すぎ もとよし）は戦国時代から江戸時代初期にかけての武将。毛利氏家臣で長州藩士。父は杉重良、母は福原広俊の娘。子に杉元輔と杉元重。

## 生涯
毛利氏家臣で豊前松山城主となった杉重良の嫡男として生まれる。
天正7年（1579年）1月18日、父・重良が毛利氏に対し謀反を起こして逃亡したため、毛利輝元は杉氏は断絶させようとした。しかし、元良（当時は松千代丸）は重良に同心していない旨を元良の母が言上し、元良の母の兄である福原貞俊も輝元に対して丁寧な謝罪をしたため、輝元は幼少の元良の家督相続を認めて所領を安堵し、重良の謀反の非を悔い、毛利氏に馳走をすることが肝要であると述べている。
天正16年（1588年）6月28日、毛利輝元より長門国豊田郡内に509石3斗余、同国大津郡内605石7斗余の地を安堵される。天正17年（1589年）4月27日に輝元の加冠状を受けて元服し、「元」の偏諱を与えられて「杉少輔九郎元良」と名乗った。慶長2年（1597年）3月8日には輝元から「七右衛門尉」の官途名を与えられている。
文禄5年（1596年）1月23日時点での元良の知行は、1133石3斗2升8合と記されているが、慶長5年（1600年）の関ヶ原の戦いの後に毛利氏が防長2国に領国を減らされると、元良には慶長6年（1601年）3月12日に繁沢元氏・元景父子から周防玖珂郡鳴川66石と同郡本郷34石、合計100石の地を与えられた。
寛永2年（1625年）5月25日に死去。元良の死の4日後の5月29日には長男の元輔も死去し、次男の元重が家督を継いだ。